# Uab

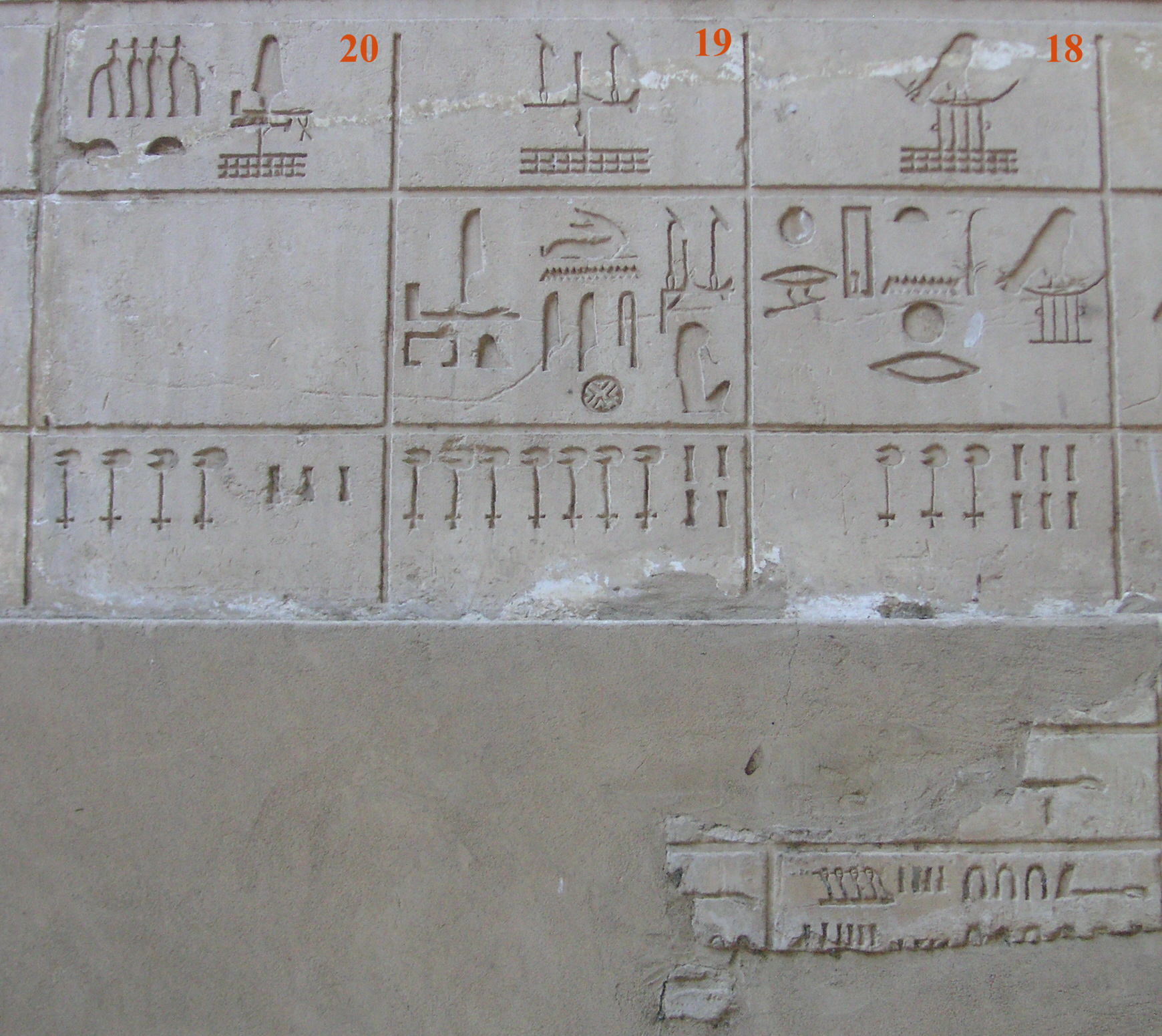
Uab, län 19 på "Vita kapellets" vägg i Karnak.

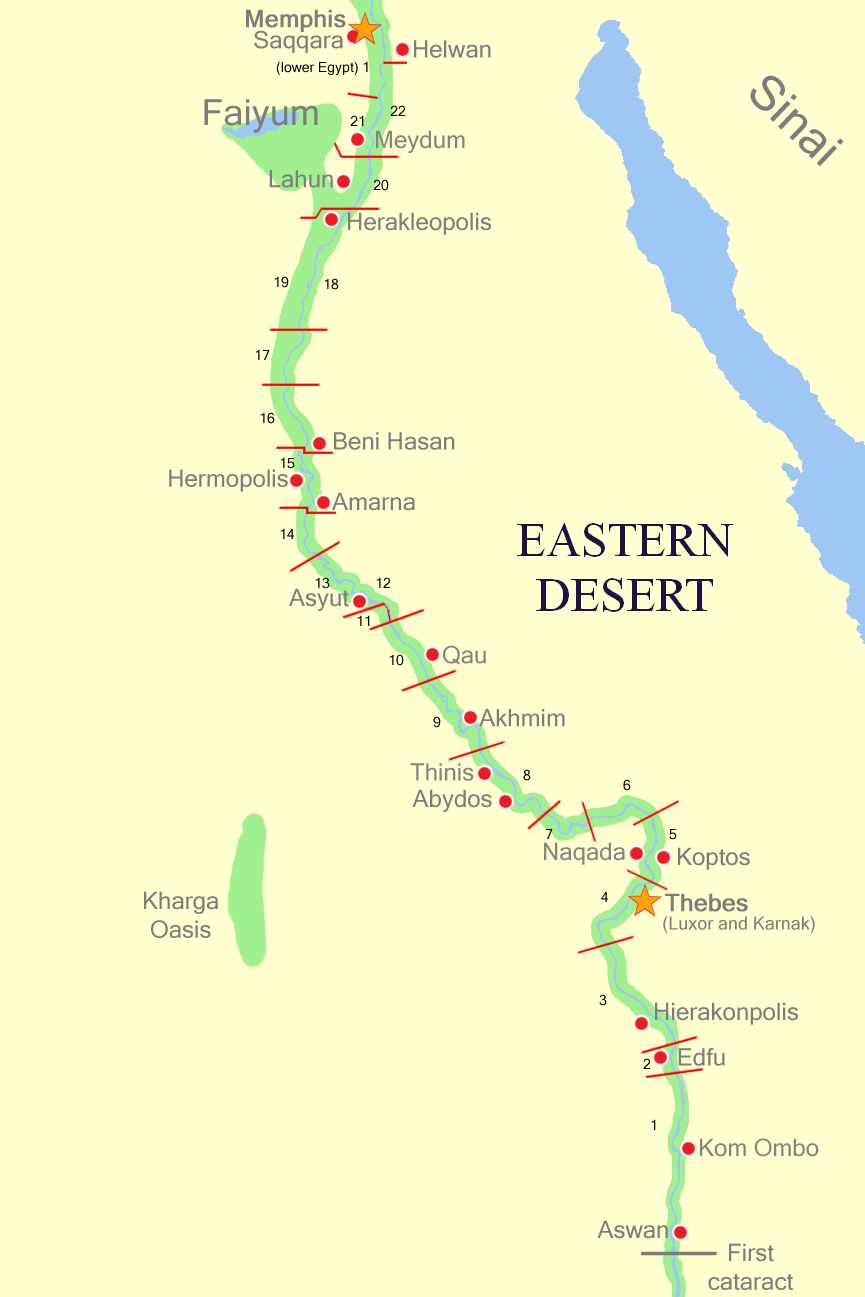
Lägeskarta över nomoi i Övre Egypten.

Uab ("Två spiror", även Wab) var ett av de 42 nomoi (länen) i Forntida Egypten.
| S40 | D58 | S40 · R12 · N24 |

Uab med hieroglyfer

## Geografi
Uab var ett av de 22 nomoi i Övre Egypten och hade nummer 19.
Länets yta var cirka 7 cha-ta (cirka 17,5 hektar, 1 cha-ta motsvarar 2,75 ha) med en längd om cirka 4 iteru (cirka 42 km, 1 iteru motsvarar 10,5 km).
Niwt (huvudorten) var Per-Medjed/Oxyrhynchus (dagens al-Bahnasa) och den övriga större orten var Wrisi.

## Historia
Varje län styrdes av en nomark som officiellt lydde direkt under faraon.
Varje Niwt hade ett Het net (tempel) tillägnad områdets skyddsgud och ett Heqa het (nomarkens residens).
Länets skyddsgud var Igay och bland övriga gudar dyrkades främst Seth och Mormyrus fisken. En omfattande beskrivning av mytologin i området återfinns i Jumilhac-papyrusen.
Idag ingår området i guvernementet al-Minya.